# SmartMedia

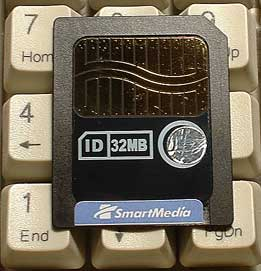
Een SmartMedia kaart met een capaciteit van 32 MB

SmartMedia is een type geheugenkaart met een flashgeheugen waar gegevens opgezet kunnen worden met behulp van een computer of ander digitaal apparaat. Deze kaarten kwamen korte tijd na het introduceren van de CompactFlash geheugenkaarten op de markt. SmartMedia is nooit heel populair geworden ondanks de vrij lage prijs en de hoge kwaliteit. De SmartMedia-kaart wordt niet langer geproduceerd en is dus alleen gebruikt verkrijgbaar.
De kaartjes meten 45×37×0,76mm en wegen circa 2 gram, met een contactvlak dat 22 contacten telt. De kaartjes hebben vanwege de gebruikte techniek (NAND-flash) een relatief lage overdrachtssnelheid van 0,8 MB/s. In de loop der tijd zijn kaartjes verschenen met opslagcapaciteiten tussen 2- en 128 MiB.

## Compatibiliteit
Moderne kaartjes met hoge opslagcapaciteit (32MiB+) kunnen, vanwege andere adresseringstechnieken, in oudere camera's meestal niet worden gebruikt. Ook gebruikte de eerste generatie SmartMedia-kaarten een voedingsspanning van 5 volt (grofweg de kaarten van 2 en 4MiB, en een enkele 8 MiB), latere generaties werken op 3,3 volt (soms aangeduid als 3V). Ook deze beide systemen zijn niet compatibel met elkaar - een 5V kaart kan niet in een 3V camera of ander apparaat gebruikt worden en vice versa.
CompactFlash · Microdrive · Multi Media Card · Secure Digital Card · Memory Stick · xD-Picture Card · SmartMedia · P2 Card